# Margit Hall

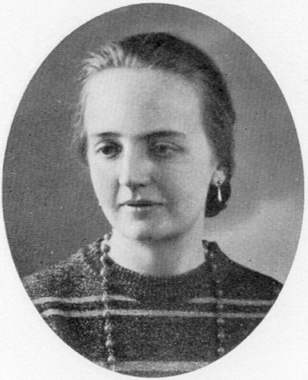
Margit Hall

Margit Dagmar Hall, verheiratete Eklund (* 19. Juli 1901 in Sankt Petersburg; † 30. Mai 1937 in Bispgården) war eine schwedische Architektin und Möbeldesignerin. Sie war die erste Absolventin im Fach Architektur der Technischen Hochschule Chalmers in Göteborg sowie die erste ordentliche Architekturstudentin mit Abschluss in Schweden.

## Biografie
Ihre Eltern waren Maria Lucia Dagmar Hall (geb. Rodd) und der Ingenieur Peter Harald Hall (geb. Fridlizius, 1874–1936). Sie wuchs mit dem Bruder Erland und der zwei Jahre jüngere Schwester Elin Ingeborg Hall, verheiratete Holm (1903–1987) auf. Die Reifeprüfung machte Margit Hall 1919 an der Sigrid Rudebecks Skola, einem Göteborger Mädchengymnasium.
Sie begann anschließend ein Architekturstudium an der Abteilung für Bauwesen an der Technischen Hochschule Chalmers. Im ersten Jahr war sie noch nicht als reguläre Studentin eingeschrieben. Erst ab 1921, als die Hochschulen für Frauen geöffnet wurden, konnte sie sich wie die männlichen Kommilitonen einschreiben. Margit Hall machte 1922 ihr Examen und war damit die erste Frau, die in Schweden ein reguläres Architekturstudium abschloss. Sie setzte in den Jahren 1922 bis 1925 ihr Studium an der Universität Göteborg im Fachgebiet Kunstgeschichte fort und gehörte der Göteborger Studentinnenvereinigung sowie dem Vorstand der Studentenvereinigung der Universität Göteborg an. In den Jahren 1923/24 war sie Sekretärin im Göteborger Studentinnenverein. Studienreisen führten sie nach Norddeutschland, Lettland und Estland.
Sie arbeitete für den Architekten und Professor Hans Hedlund. Zwischen 1924 und 1927 war sie im Büro des Stadtbaumeisters von Göteborg beschäftigt. Nach eigenen Angaben entwarf sie während dieser Zeit mehrere Privatvillen sowie einen Ausstellungspavillon für die Internationale Handels- und Industrieausstellung in Riga. Die Aufträge wurden wohl neben ihrer Tätigkeit als Angestellte ausgeführt. Im Jahr 1928 heiratete sie den Möbeldesigner Per Hilding Eklund (1895–1936). Sie arbeitete anschließend für die Möbelfabrik der Familie Eklund in Bispgården. Sie entwarf Möbeln und Inneneinrichtungen, unter anderem für das Sanatorium Hällnäs in Västerbotten.
Margit Eklund erkrankte an Krebs und starb im Alter von 35 Jahren im Jahr 1937, nachdem ihr Mann bereits 1936 tödlich verunglückt war.